# Go Away from My World
Go Away from My World es el segundo álbum estadounidense de la cantante británica Marianne Faithfull. Como todos sus álbumes estadounidenses, este es una compilación de varias sesiones en los estudios Decca, en otras configuraciones. Por eso, los álbumes americanos contienen pistas lanzadas antes que en sus álbumes europeos. Entonces, la mayor parte este contiene canciones de North Country Maid, que sería lanzado en Europa cuatro meses después.

## Grabación, antecedentes y composición
Las canciones se tomaron de diferentes sesiones de grabación. Entre ellas se encuentran 3 canciones grabadas y lanzadas previamente ese mismo año. Una, "Go Away From my World", extraída del EP del mismo nombre, y dos sencillos: "Summer Nights", escrito para ella por Brian Henderson y Liza Strike, y "Yesterday" escrita por Paul McCartney, después de intentar ofrecerle otra canción: "Etcetera", que mucho no le gustó al autor. Esta elección además se dio debido a que los Beatles no querían lanzarla como sencillo porque sonaba como para un solista. Mike Leander se encargó de la orquestación con 300 voces de apoyo del Royal College of Music.
"Come my Way" y "Mary Ann" fueron interpretadas bajo la producción de Jon Mark, en el álbum "Come My Way", pero para este álbum Mike Leander se encargó de ella, dando otras versiones completamente diferentes.
El resto del álbum son canciones que Faithfull estaba grabando para su álbum folk europeo "North Country Maid", que se lanzaría en Europa recién en 1966. 
Entre ellas se encuentran versiones y tradicionales, además de "Lullaby", escrita por Jon Mark, quien acompaña en guitarra.
Entre las versiones están "The Last Thing on my Mind", del músico Tom Paxton, y "Sally Free And Easy", escrita a finales de la década del '50 por Cyril Tawney. Cuenta la historia de una joven maltesa que "tomó el amor de un marinero", para un juego de niños.
Entre las tradicionales, "How Should I Your True Love Know", la primera canción de Ofelia, extraída del Acto IV, Escena 5 de "Hamlet", una obra de teatro de William Shakespeare, con arreglos de Jon Mark. "Wild Mountain Thyme" (también conocida como "Purple Heather" o "Will Ye Go, Lassie, Go?"), escrita por Francis McPeake, miembro de una conocida familia musical de Belfast, Irlanda del Norte. La letra y música son variantes de la canción "The Braes of Balquhither" del poeta escocés Robert Tannahill. "Scarborough Fair", una balada inglesa que trata sobre un joven que ha sido abandonado por su novia. El texto invita al oyente, dado el caso que fuera a la feria de Scarborough, a pedirle a su antigua amada, que si quiere que él vuelva a creer en su amor haga cosas del todo imposibles como: hacerle una camisa de lino sin costuras, conseguir un terreno entre la playa y el agua, arar con un cuerno de cordero o plantar un campo entero con un solo grano de pimienta. El nombre hace referencia a la Feria de Scarborough, que en tiempos medievales representaba uno de los mayores puntos de referencia comercial de toda Inglaterra. Y, "North Country Maid" (también conocida como "The Oak and the Ash" o "Quodling’s Delight"), una balada melancólica sobre una campesina que había ido a Londres y ahora anhela volver a su casa del norte.

## Portada
Para el arte del disco se utilizó el mismo diseño y fotografías que el álbum homónimo europeo "Marianne Faithfull". En la portada se utilizó la fotografía de David Bailey. Y en la contraportada varias fotos de Marianne durante el proceso de grabación, junto a Jon Mark, Mike Leander y Big Jim Sullivan, tomadas por Gerard Mankowitz.

## Publicación
En diciembre de 1965 se lanza el álbum en formato vinilo, tanto en estéreo como en monoaural, y también en cinta abierta para magnetofón, bajo el sello London Records.

## Recepción
El 1 de enero de 1966, el álbum ingresa con el puesto 100 a las listas de Billboard, donde estuvo 16 semanas. Su mejor posición la obtuvo en su cuarta semana, el 22 de enero, en el puesto número 81.

## Lista de canciones
Todas las canciones producidas por Mike Laender, incluidas «Come My Way» y «Mary Ann», que aparecieron aquí en una versión alternativa a como habían aparecido en el álbum británico Come My Way, donde fueron producidas por Jon Mark. Las pistas 5 y 6 de la cara 1, y la pista 4 de la cara 2 estuvieron reflejadas con los títulos de «How Should True Love», «Wild Mountain Time» y «Lullabye», respectivamente.

| Lado 1 |                                    |                              |          |  |
| N.º    | Título                             | Escritor(es)                 | Duración |  |
| 1.     | «Go Away from My World»            | Jon Mark                     | 2:35     |  |
| 2.     | «Yesterday»                        | John Lennon, Paul McCartney  | 2:20     |  |
| 3.     | «Come My Way»                      | Jon Mark                     | 2:25     |  |
| 4.     | «Last Thing on My Mind»            | Tom Paxton                   | 2:12     |  |
| 5.     | «How Should I Your True Love Know» | Tradicional (arreglos: Mark) | 1:14     |  |
| 6.     | «Wild Mountain Thyme»              | Tradicional (arreglos: Mark) | 3:36     |  |

| Lado 2 |                       |                              |          |  |
| N.º    | Título                | Escritor(es)                 | Duración |  |
| 1.     | «Summer Nights»       | Brian Henderson, Liza Strike | 1:48     |  |
| 2.     | «Mary Ann»            | Tradicional (arreglos: Mark) | 1:51     |  |
| 3.     | «Scarborough Fair»    | Tradicional (arreglos: Mark) | 3:02     |  |
| 4.     | «Lullaby»             | Jon Mark                     | 2:38     |  |
| 5.     | «North Country Maid»  | Tradicional (arreglos: Mark) | 2:33     |  |
| 6.     | «Sally Free and Easy» | Cyril Tawney                 | 2:52     |  |

## Historial de lanzamiento a nivel mundial
| País           | Fecha de publicación | Formato       | Discográfica / Núm. cat.                       |
| -------------- | -------------------- | ------------- | ---------------------------------------------- |
| Estados Unidos | Diciembre de 1965    | Vinilo        | London Records PS 452 (etéreo), LL 3452 (mono) |
| Estados Unidos | Diciembre de 1965    | Cinta abierta | London Records LPX 70106                       |
| Canadá         | Diciembre de 1965    | Vinilo        | London Records PS 452 (etéreo), LL 3452 (mono) |

## Créditos y personal
| - Marianne Faithfull – voz principal - Royal College of Music – coros ("Yesterday") - Jon Mark – guitarra y arreglos - Mick Taylor – guitarra y arreglos - Jim Sullivan – sitar, sarod, surburha y docerola - Chris Karan – tabla - Gus Dudgeon – mezcla | - Mike Leander – producción, arreglos, mezcla ("Go Away from My World") y dirección - Peter Hitchcock – ingeniero - Andrew Loog Oldham – productor ejecutivo - David Bailey – fotografía - Gerard Mankowitz – fotografía - Chris O'Dell – diseño - Andy Wickham – notas |